# 阿修羅

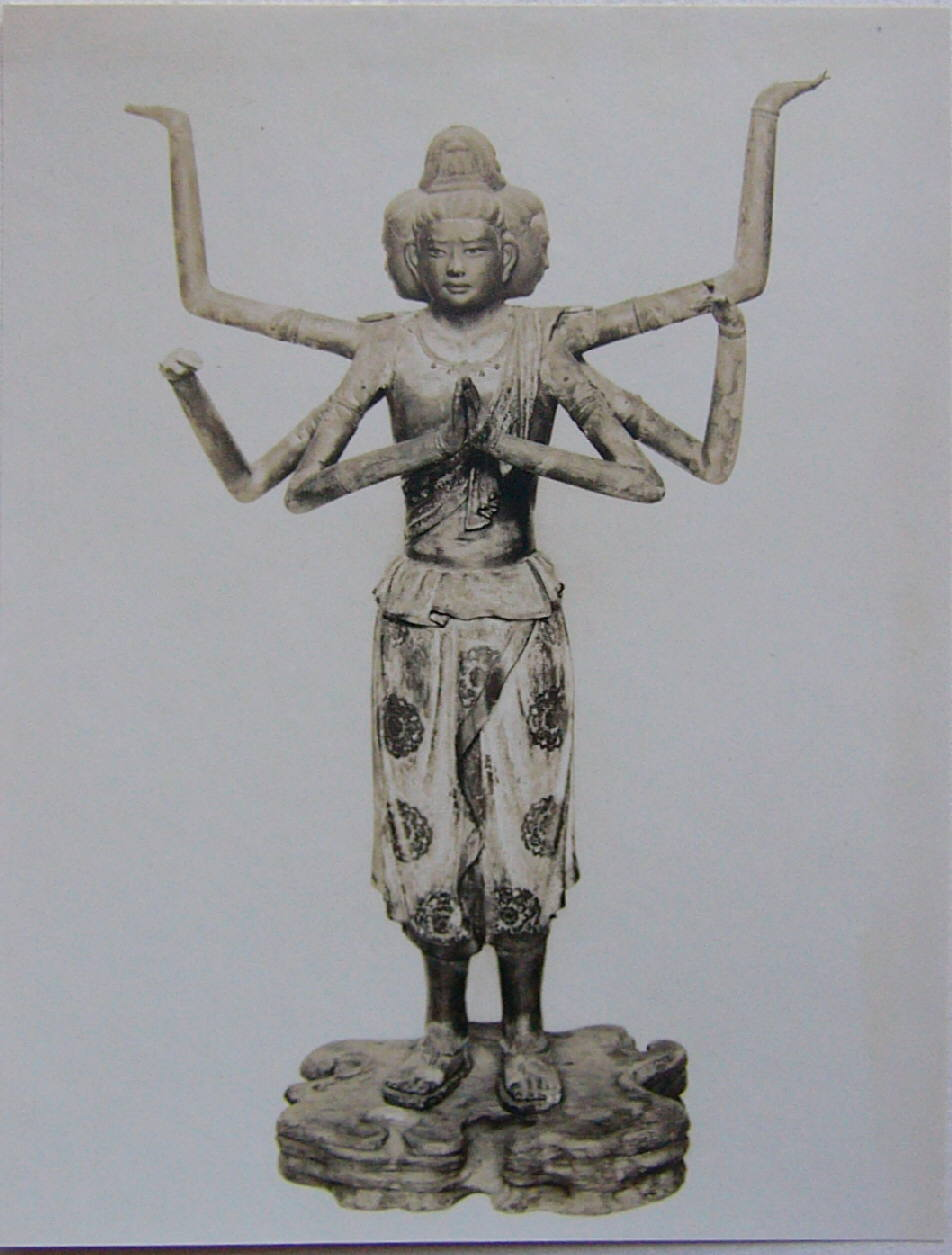
興福寺阿修羅像（奈良時代）。国宝

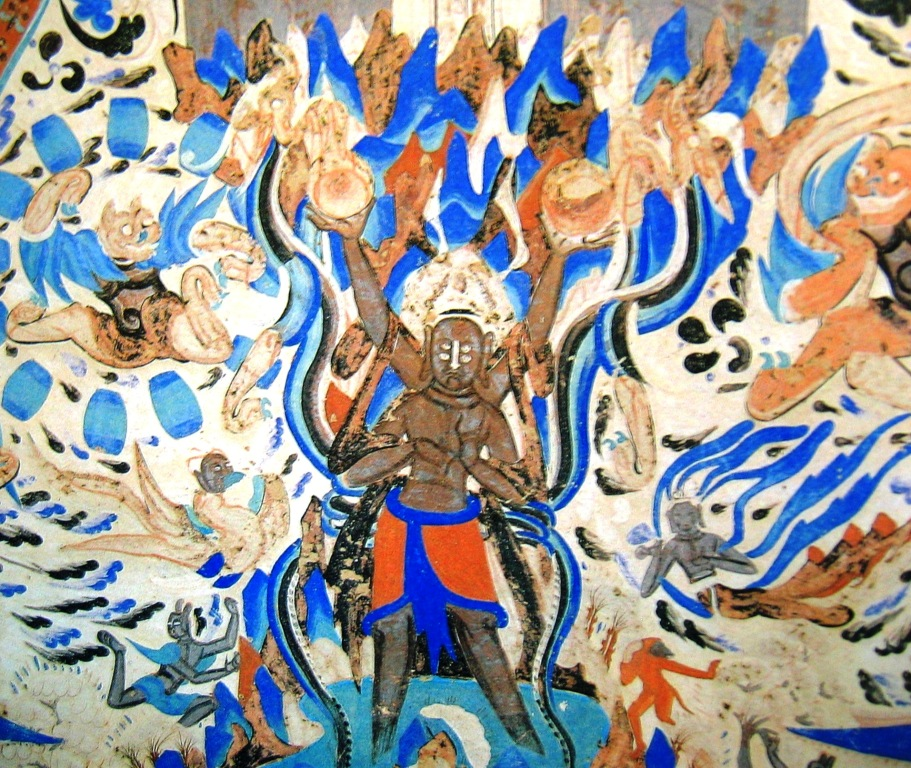
敦煌莫高窟 第249窟の阿修羅。6世紀。右上に風神、左上に雷神。

阿修羅（あしゅら、あすら、梵, 巴: asura）は、八部衆または二十八部衆（中国では二十八天）に属する、仏教の守護神。略して修羅（しゅら）ともいう。六道の１つである修羅道の主。五道には含まれないが、趣(gati)の一つとするときは「阿修羅道」である。ご利益は武勇を得る事と仏法守護である（「阿修羅窟」の項を参照の事）。
「阿修羅」は梵: asura（アスラ）の音写であり、阿須羅、阿素羅、阿素洛、阿須倫、阿須論、阿蘇羅 などとも書く。漢訳は非天、不端正。
阿修羅は、古代インドのアスラが仏教に取り入れられたものである。仏教以前においては位置付けに変遷があり（後述）、仏教内でも位置付けに諸説がある（後述）。阿修羅の住む世界を阿修羅道（修羅道）といい、衆生がその業の結果として輪廻転生する6種の世界である六道のうちの一つである（#阿修羅道（修羅道）を参照）。
阿修羅に関する逸話は、仏教の諸経の中に多くあり、帝釈天と戦うことがよく記されている。そこから、修羅場、修羅の巷、修羅の戦などの熟語ができた。

## 仏教以前の位置付け
一般的には、サンスクリットのアスラ（asura）は歴史言語学的に正確にアヴェスター語のアフラ（ahura）に対応し、おそらくインド-イラン時代にまでさかのぼる古い神格であると考えられている。
古代インドでは生命生気の善神であった。名称も、本来サンスクリットの asu（息、命）に由来するが、悪者とみなされるようになってからは、「a」が否定の接頭語と解釈され、非天、非類などと訳された。帝釈天とよく戦闘した神である。

## 仏教における位置付け
仏教に取り込まれた際には仏法の守護者として八部衆に入れられた。
六道のうちの天道、人間道、修羅道を三善趣（三善道）といい、畜生道、餓鬼道、地獄道を三悪趣（三悪道）というが、三悪趣に修羅道を加えて四悪趣（四悪道、四趣）とする場合もある。法華経では阿修羅は悪として書かれることは圧倒的に少なく基本的には三善道の1つもしくは八部衆の1つとして描かれており善趣の存在である。また、五道を立てる際には阿修羅は独立させず、他の道に属させる。

### 戦闘神になった経緯
阿修羅は帝釈天に歯向かった悪鬼神と一般的に認識されているが、阿修羅はもともと天界の神であった。阿修羅が天界から追われて修羅界を形成したのには次のような逸話がある。
阿修羅は正義を司る神といわれ、帝釈天は力を司る神といわれる。
阿修羅の一族は、帝釈天が主である忉利天（とうりてん、三十三天ともいう）に住んでいた。また阿修羅には舎脂という娘がおり、いずれ帝釈天に嫁がせたいと思っていた。しかし、その帝釈天は舎脂を力ずくで奪った（誘拐して凌辱したともいわれる）。それを怒った阿修羅が帝釈天に戦いを挑むことになった。
帝釈天は配下の四天王などや三十三天の軍勢も遣わせて応戦した。戦いは常に帝釈天側が優勢であったが、ある時、阿修羅の軍が優勢となり、帝釈天が後退していたところへ蟻の行列にさしかかり、蟻を踏み殺してしまわないようにという帝釈天の慈悲心から軍を止めた。それを見た阿修羅は驚いて、帝釈天の計略があるかもしれないという疑念を抱き、撤退したという。
一説では、この話が天部で広まって阿修羅が追われることになったといわれる。また一説では、阿修羅は正義ではあるが、舎脂が帝釈天の正式な夫人となっていたのに、戦いを挑むうちに赦す心を失ってしまった。つまり、たとえ正義であっても、それに固執し続けると善心を見失い妄執の悪となる。このことから仏教では天界を追われ人間界と餓鬼界の間に修羅界が加えられたともいわれる。

### 阿修羅道（修羅道）
六道のひとつ。妄執によって苦しむ争いの世界。果報が優れていながら悪業も負うものが死後に阿修羅に生る。
人間道の下とされ、天道・人間道と合わせて三善趣（三善道）、あるいは畜生道・餓鬼道・地獄道の三悪趣と合わせて四悪趣に分類される。五趣に修羅道はなく、天道に含まれていた。また「増一阿含経」と「正法念処経」では、神通力を持つ魔羅身餓鬼の阿修羅と、海底地下84000由旬を住処とする畜生道の阿修羅が居るとしている。
「起世経」によれば、阿修羅たちは身長や寿命、三十三天の住人と特徴を同じくする。身長は1由旬で、寿命は一昼夜が人間の100年で1000歳。形色、楽、寿命の3点において人間に勝る。「正法念処経」では寿命は5000歳。
「正法念処経」によれば、衣食は望むままに現れ、天界と変わらぬ上等なものが得られる。「大智度論」によれば人間道に勝る食事ではあるが、竜王の食事が最後の一口がカエルに変わるように、修羅の食事も食べ終わるとき口の中に泥が広がるため、人間道に勝るものではない。

### 阿修羅王
阿修羅王の名前や住処、業因などは経論によって差異がある。パーリ語では、阿修羅王に Rāhu、Vepacitti、Sambara、Pahārāda、Verocana、Bali の5つの名が見られる。ただし大乗仏典では、一般的に阿修羅王は4人の王とされることが多い。
『法華経』序品には、4人の王の名を挙げ、各百千の眷属を有しているとある。
また『十地経』や『正法念処経』巻18〜21には、これら4人の住処・業因・寿命などを説明しており、其の住処は妙高山（須弥山）の北側の海底地下8万4千由旬の間に4層地に分けて住していると説く。以下説明は主に正法念処経による。
- 羅睺阿修羅王（らごう）
  - Skt及びPl：Rāhu、ラーフ、パーリ語（PI）：訳：障月、執月、月食など、　
  - その手でよく日月を執て、その光を遮るので、この名がある。

（住処） - 第1層、海底地下21000由旬を住処とする。身量広大にして須弥山のようで、光明城に住み、縦横8000由旬。
（業因） - 前世にバラモンであった時、1つの仏塔が焼き払われるのを防ぎ、その福徳により後身に大身相を願った。不殺生を実践したが、諸善業を行わなかったので、その身が破壊（はえ）し、命終して阿修羅道へ堕ちてその身を受けた。
（寿命） - 人の500歳を1日1夜として、その寿命は5000歳
- 婆稚阿修羅王（ばち、婆雅とも）
  - Skt及びPl：Bali、バリ、訳：被縛
  - 帝釈天と戦って敗れ、縛せられたためにこの名がある。正法念処経では勇健（ゆうごん）阿修羅王。ラーフの兄弟で、彼の子らはみなVerocaと名づく。

（住処） - 第1層の下の第2層、さらに21000由旬の月鬘（げつまん）という地で、双遊城に住み、縦横8000由旬。
（業因） - 前世に他人の所有物を盗み、不正の思いをなして離欲の外道に施して、飲食（読み：おんじき）を充足させたので、命終して阿修羅道へ堕ちてその身を受けた。
（寿命） - 人の600歳を1日1夜として、その寿命は6000歳
- 佉羅騫駄阿修羅王（きゃらけんだ）
  - Skt:Śambara、Pl:Sambara、サンバラ、訳：勝楽、詐譌、木綿など
  - 正法念処経では華鬘（けまん）阿修羅王と訳される。

（住処） - 第2層の下の第3層、さらに21000由旬の修那婆（しゅなば）という地で、鋡毘羅城（かんびら）に住み、縦横8000由旬。
（業因） - 前世に食を破戒の病人に施して、余の衆は節会の日により相撲や射的など種々の遊戯をなし、また不浄施を行じたので、命終して阿修羅道へ堕ちてその身を受けた。
（寿命） - 人の700歳を1日1夜として、その寿命は7000歳
- 毘摩質多羅阿修羅王（びましったら）
  - Skt：Vemacitra、Vimalacitra、Pl：Vepacitti、ヴェーパチッティ、訳：浄心、絲種種、綺書、宝飾、紋身など
  - 乾闥婆の娘を娶り、娘の舎脂を産んだ。前出のように舎脂は帝釈天に嫁いだため、帝釈天の舅にあたる。

（住処） - 第3層の下の第4層、さらに21000由旬の不動という地で、鋡毘羅城（かんびら）に住み、縦横13000由旬。
（業因） - 前世に邪見の心を以って持戒する者に施して、余の衆は自身のために万樹を護ったので、命終して阿修羅道へ堕ちてその身を受けた。
その他『起世経』では、須弥山の東西の面を去ること1000由旬の外に毘摩質多羅王の宮があり、縦横8万由旬であるといい、また修羅の中に極めて弱き者は人間山地の中に在りて住す、すなわち今、西方の山中に大きくて深い窟があり、多く非天＝阿修羅の宮があるという。

#### 阿修羅王の帰依
法華経妙法蓮華経序品第一によると4大阿修羅王は霊鷲山へ赴き釈迦の説法を聞いて仏に帰依したと言われている。法隆寺の阿修羅像は、仏教へ帰依したのちに釈尊の涅槃の時に駆け付けたときの姿の像である。

#### 阿修羅身

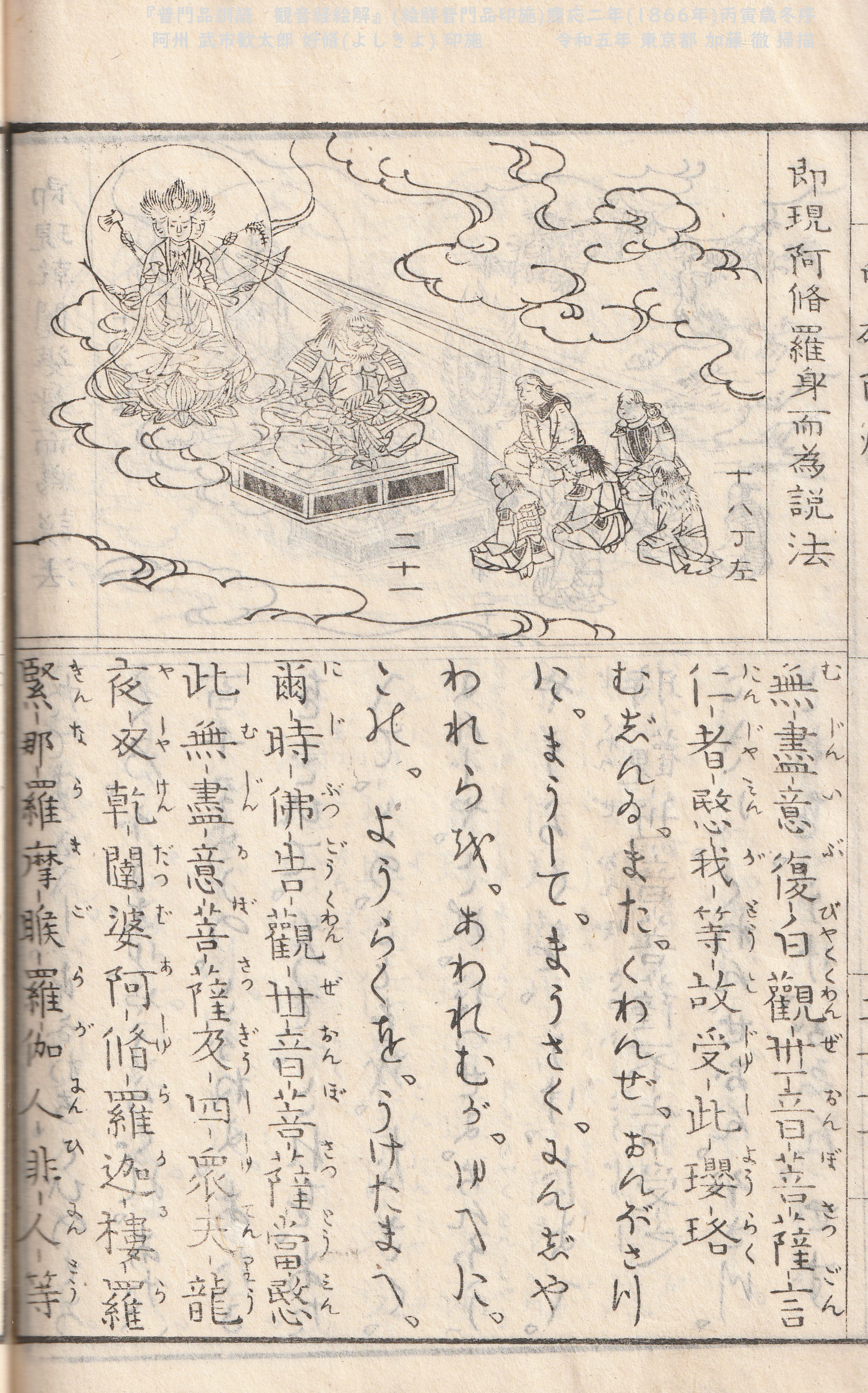
説法する阿修羅身(背後に本体の観音菩薩)。幕末の仏教の本の挿絵

三十三応現身としての阿修羅は観音菩薩が阿修羅の姿をとって衆を救う姿のことを指す。

### 阿修羅に関する事物

#### 阿修羅琴
阿修羅の琴を阿修羅琴（あしゅらきん）という。阿修羅琴は阿修羅の福徳によって、聴こうと思えば誰も琴を弾かないのに自然に音が出るという。ただし、阿修羅像はなぜか阿修羅琴を持っていない。またこの故事をもって「本願力」のたとえにもなった。また『うつほ物語』にも登場する。

#### 修羅車
修羅車または道具としての「修羅」とは、大石を動かすための橇（そり）のことである。「帝釈（大石）を動かせるのは阿修羅だけ」とのことからこの名前が付いたという。

#### 修羅（林業）
林業道具としての修羅は滑り台のことである。現在は使われていない。

#### 修羅扇
軍扇のこと。または修羅能で使われる扇のこと。

#### 阿修羅窟
阿修羅窟、または修羅窟とは修行の場の事を指す。
石井 正稔（大正大学）は「『大正蔵』21No.1224p216a」の「毘沙門天の出現、毘沙門天の功徳徳利」の部分このように説明している。なお現代語訳の方を抜粋する。
とこのように阿修羅窟に入って力を得ることは不老不死と同等の扱いとなっている。

#### 阿修羅の流れ
奥入瀬にある観光名所のこと。

## 阿修羅像
阿修羅の姿は、基本的には三面六臂（三つの顔に六つの腕）で造形または描かれることが多いが、三面四臂（三つの顔に四つの腕）や三面二臂（三つの顔に二つの腕）の阿修羅像も存在する。

### 主な阿修羅像

#### 日本
- 奈良県・法隆寺阿修羅像（八部衆の一）-日本で現存する最古の阿修羅像[11]。西暦711年頃。
- 奈良県・興福寺阿修羅像（八部衆の一）-日本の阿修羅像を代表する像の1つ、国宝（八部衆像として）。
- 京都府・三十三間堂阿修羅像（二十八部衆の一）-日本の阿修羅像を代表する像の1つ
- 京都府・仁和寺阿修羅像（二十八部衆の一）
- 京都府・清水寺奥院阿修羅像（二十八部衆の一）
- 滋賀県・常楽寺阿修羅像（二十八部衆の一）
- 高知県・金剛福寺阿修羅像（二十八部衆の一）-怒りを現す少年の阿修羅像
- 熊本県・康平寺阿修羅像（二十八部衆の一）-やや珍しい三面四臂の阿修羅像
- 愛知県・圓福寺阿修羅身像（三十三応現身の一）-阿修羅身像としては代表格の1つ。一面六臂黒身で日月を持つという珍しい造形の阿修羅身像である。
- 長野県・観龍寺阿修羅像（二十八部衆の一）-かなり珍しい三面二臂の阿修羅像
- 長野県・三澤寺羅睺阿修羅像（二十八部衆の一）-三面六臂の阿修羅像

- 神奈川県・長谷寺阿修羅身像（三十三応現身の一）-阿修羅身像としては代表格の1つである。
- 東京都・塩船観音寺阿修羅像（二十八部衆の一）
- 東京都・西光寺阿修羅身像（三十三応現身の一）
- 埼玉県・慈恩寺阿修羅像（二十八部衆の一）-三面六臂青身で右に宝塔を持ち、左は空を支える。青身の阿修羅像は珍しく、宝塔を持つ阿修羅像は珍しい[16]。
- 埼玉県・世明寿寺阿修羅像（二十八部衆の一）-やや珍しい三面四臂の阿修羅像
- 福島県・恵隆寺阿修羅像（二十八部衆の一）

#### 中国
- 河南省・雲崗石窟北洞第10窟-阿修羅像（八部衆の一）-右が月と太陽を持つ優美な姿で左が五面六臂の阿修羅像であり両方とも石仏である[17]。
- 甘粛省・北石窟寺阿修羅像（独立尊）-右がやや珍しい三面四臂の阿修羅像石仏、左が普賢菩薩の石仏[18]
- 北京市・大慧寺阿修羅像（二十八天の一）
- 四川省・広元千仏崖の釈迦多宝仏窟阿修羅像（八部衆の一）

#### 韓国
- 慶尚北道・慶州昌林寺址三層石塔（八部衆の一）-石塔に石仏の阿修羅像が見られる[19]

#### 台湾
- 関渡宮阿修羅像（二十八部衆の一）